# Roman Geschlecht
Roman Alfred Geschlecht oder – polnisch – Geszlecht (* 28. Dezember 1961 in Chorzów) ist ein ehemaliger deutsch-polnischer Fußballspieler. Er bestritt 104 Bundesligaspiele (2 Tore) für Bayer 04 Leverkusen, Hannover 96 und den FC 08 Homburg.

## Karriere als Spieler
Geschlecht begann seine Karriere bei Zagłębie Sosnowiec in der polnischen Ekstraklasa. Im Jahr 1982 kam er nach Deutschland und stand zunächst beim FC Schalke 04 unter Vertrag, wo er aber nicht zum Einsatz kam. Ab Sommer 1983 spielte er für Bayer 04 Leverkusen in der Fußball-Bundesliga. Bei Bayer Leverkusen machte Geschlecht eine kaufmännische Ausbildung. Während er in seiner ersten Spielzeit nicht über die Rolle des Einwechselspielers hinauskam, wurde er in der Saison 1984/85 unter Dettmar Cramer Stammspieler, wurde aber in der Rückrunde nicht mehr berücksichtigt.
Während der Saison 1985/86 verließ Geschlecht Bayer und wechselte zum Ligakonkurrenten Hannover 96, der sich im Abstiegskampf befand. Bei „96“ erlebte er mit Jürgen Rynio, Jörg Berger und Helmut Kalthoff drei Trainer, die ihn zwar als festen Bestandteil ihrer Abwehrformation sahen, aber den Abstieg am Saisonende nicht verhindern konnten.
Anschließend zog Geschlecht zum FC 08 Homburg weiter, der gerade in die Fußball-Bundesliga aufgestiegen war. Auch in Homburg gehörte er auf Anhieb zu den Stammspielern von Trainer Udo Klug. Mit Homburg feierte er in der Saison 1986/87 den Klassenerhalt – wenn auch erst in den Relegationsspielen gegen den FC St. Pauli. Wie auch im Laufe seiner vorherigen Station in Hannover wechselte der FC Homburg in der Saison 1987/88 oft den Trainer. Während Uwe Klimaschefski und Gerd Schwickert auf die Dienste von Geschlecht weitgehend verzichteten, baute der im Februar 1988 eingesetzte Slobodan Čendić auf ihn, konnte den Abstieg aber letztendlich nicht verhindern.
Geschlecht blieb nicht in Homburg, sondern wechselte zum Zweitligisten Rot-Weiss Essen. Nach nur einem Jahr verließ er den Klub wieder und ging zum unterklassigen Düsseldorfer SV 04. Im Jahr 1991 kehrte er nach Essen zurück, das mittlerweile in die Oberliga Nordrhein abgestiegen war. Nach einem vergeblichen Anlauf, der lediglich zum Gewinn der Amateurmeisterschaft 1992 führte, gelang in der Saison 1992/93 die Rückkehr in den bezahlten Fußball, der bereits während der Saison mit Lizenzentzug und Zwangsabstieg endete. Trotzdem erreichte er mit dem Klub im selben Jahr das Pokalfinale, unterlag dort aber Werder Bremen mit 1:3. Nach zwei Jahren in der Regionalliga beendete Geschlecht am Ende der Saison 1995/96 trotz des erfolgreichen Wiederaufstiegs seine Karriere.

## Nationalmannschaft
Geschlecht gehörte zum Kader der polnischen Mannschaft für die Junioren-WM 1981 in Australien und kam dort zweimal zum Einsatz.

## Karriere als Trainer
In der Saison 1996/97 war Geschlecht übergangsweise für drei Spiele als Nachfolger des entlassenen Rudi Gores Trainer seines früheren Vereins Rot-Weiss Essen, ehe er von Dieter Brei abgelöst wurde. In der Rückrunde der Saison 1998/99 fungierte er als Cheftrainer des Wuppertaler SV in der Regionalliga West, an deren Ende dem Klub die Lizenz entzogen wurde.

## Nach der Karriere
Nach dem Karriereende eröffnete Geschlecht ein Versicherungsbüro in Essen-Rüttenscheid. Diese Tätigkeit übte er bereits seit den 1980er Jahren nebenberuflich aus. Geschlecht ist aktives Mitglied der Traditionsmannschaft von Bayer 04 Leverkusen und lebt mit seiner Familie immer noch in Essen-Karnap.

## Erfolge
- Junioren-WM-Teilnehmer: 1981
- Finalist im DFB-Pokal: 1994
- Deutscher Amateurmeister: 1992
- Aufstieg in die 2. Bundesliga: 1993, 1996